# Melanella ameliae
Melanella ameliae is een slakkensoort uit de familie van de Eulimidae. De wetenschappelijke naam van de soort is voor het eerst geldig gepubliceerd in 2007 door Engl.